# Ja'ir Levy
Ja'ir Levy (hebrejsky: יאיר לוי, narozen 11. října 1952) je izraelský rabín a bývalý politik, který byl v letech 1988 až 1992 poslancem Knesetu za stranu Šas.

## Biografie
Narodil se v Tiberiadě, navštěvoval rabínský seminář a byl vysvěcen na rabína. Během povinné vojenské služby v Izraelských obranných silách byl velitelem tábora u brigády Oded a byl raněn během jomkipurské války v roce 1973.
V 80. letech vstoupil do sefardské ultraotodoxní strany Šas a působil jako její tajemník a tajemník jejího vzdělávacího systému. Ve volbách v roce 1988 byl zvolen poslancem Knesetu, avšak v následujících volbách v roce 1992 svůj poslanecký mandát neobhájil. V roce 1993 byl odsouzen k pěti letům odnětí svobody za zpronevěru 500 tisíc šekelů ze stranické neziskové organizace El ha-Ma'ajan.